# Ingeborg Sjöqvist
Ingeborg Maria Ingers (de soltera Sjöqvist; 19 de abril de 1912 – 22 de noviembre de 2015) era un saltadora sueca.

## Biografía
Ingeborg Sjöqvist nació el 19 de abril de 1912 en Kalmar, Suecia. Tenía una hermana mayor, Lala (1903–1964).
Ganó dos medallas de plata en la prueba de salto de 10 m de los campeonatos europeos de 1931 y 1934. Compitió en salto en las olimpiadas de Verano de 1932 y de 1936 y acabó en cuarto y noveno puestos, respectivamente. Su hermana mayor Lala ganó una medalla de bronce en plataforma en las olimpiadas de 1928.
Más tarde Ingers recordaba que el tablero de salto de su ciudad natal era 3 m más corto que el usado oficialmente en competición, y por ello tenía que subirse a un andamio preparado para poder entrenar para su prueba de 10 m . Cumplió 100 años en abril de 2012 y en ese momento se convirtió en el atleta olímpico vivo de más edad desde la muerte de Guo Jie hasta su propio fallecimiento una semana más tarde. En 1939 se casó con Lennart Ingers (nacido 14 de abril de 1915), quién también llegó a centenario en abril de 2015, después de 75 años de matrimonio. Lennart murió el 5 de noviembre de 2015, justo 2 semanas y 3 días antes que Ingeborg.